# Can Romagosa del Camí
Can Romagosa del Camí és una obra del municipi de Cervelló (Baix Llobregat) inclosa en l'Inventari del Patrimoni Arquitectònic de Catalunya.

## Descripció
Es tracta d'una masia de cos principal de planta quadrada, amb porxos als laterals. A la part esquerra, darrere de la línia de façana hi ha una addició de galeries amb tres arcades. Està ubicada dintre d'un recinte clos i conserva el portal de la tanca, al peu de la carretera de València. La façana té el portal d'arc de mig punt i les finestres de la planta baixa i el primer pis ha estat transformades en balcons

## Història
Segons documentació particular dels actuals propietaris, al segle xvi ja consten referències de Can Romagosa del Camí. El llinatge es manté fins al segle xix, en casar-se la pubilla Romagosa amb el llinatge Majó, procedent de Sant Feliu de Llobregat. Actualment els Majó són els propietaris de la casa.